# Erregersysteme für Synchronmaschinen

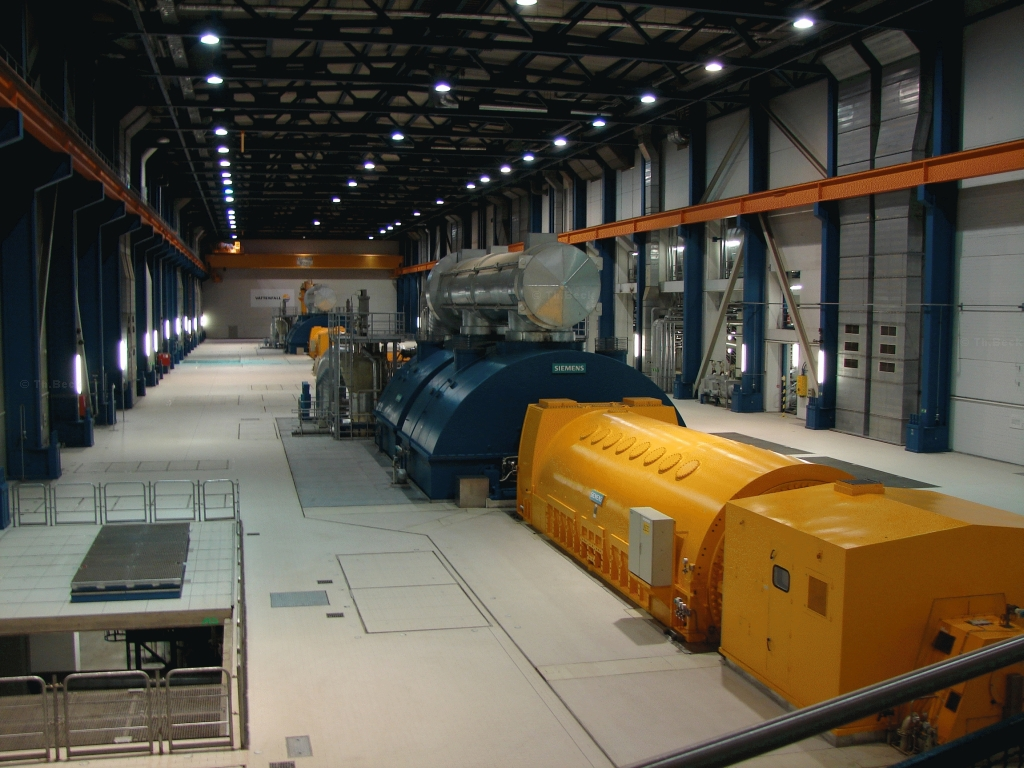
Turbinenhalle des Kraftwerks Schwarze Pumpe: Vorn rechts im quaderförmigen gelben Gehäuse Kraftwerkserregermaschinen einer bürstenlosen Kraftwerkserregereinrichtung. Dahinter der Turbogenerator, gelbe zylindrische Einheit in der Mitte. Anschließend die mehrstufige, blau lackierte Dampfturbine.

Erregersysteme für Synchronmaschinen dienen zur Bereitstellung des zum Betrieb von Einphasen- und Drehstrom-Synchronmaschinen notwendigen magnetischen Erregerfeldes. Dies erhält man, wenn man die auf dem Polrad untergebrachte Erregerwicklung mit einem Gleichstrom IE speist oder Permanentmagnete nutzt.

## Grundlagen
Um das Blindleistungsverhalten der Maschine steuern zu können, muss dieser Strom einstellbar sein. Damit sich der Strom nicht sprunghaft bei Laständerungen verändert, wird oft ein Hochlaufgeber verwendet. Bei Großgeneratoren kann der Erregerstrom einen Wert von über 10 kA betragen. Die Erregerleistung nimmt dabei für kleine Synchronmaschinen (einige 100 kVA) Werte von 3 bis 5 % der Bemessungsscheinleistung SN an und für größere Synchronmaschinen (einige 100 MVA) etwa 0,5 %. Bei einem zweipoligen Turbogenerator mit 100 kVA wären zirka 3 kW Erregerleistung aufzubringen und etwa 4000 kW für einen 1000-MVA-Generator. Je nach Einsatzart und Leistungsbereich der Synchronmaschine (Generator-, Motor-, Phasenschieber-, Insel- oder Netzbetrieb) wurden verschiedene Erregersysteme entwickelt.

## Erregertypen

### Angekoppelte Gleichstromerregermaschine
Auf der Welle der Drehstrom-Synchronmaschine befinden sich zusätzlich eine Erreger- und eine Hilfserregermaschine. Die Hilfserregermaschine ist selbsterregt, d. h., sie bezieht ihre Erregerleistung aus ihrem Ständerkreis. Sie speist den Erregerkreis der Erregermaschine mit Hilfserregerleistung. Diese Hilfserregerleistung wird abhängig von der Ständerspannung der Drehstrom-Synchronmaschine geregelt.
Dieses Erregersystem kam früher für Turbogeneratoren bis 150 MVA zum Einsatz. Für größere Generatoren kam diese Erregermaschine nicht in Frage, da die Belastungsgrenze für die mechanische und elektrische Beanspruchung des Ankers zu berücksichtigen war. Ein weiterer großer Nachteil ist die große Zeitkonstante {\displaystyle \tau } der Erregerwicklung der Erregermaschine, was schnelle Änderungen der Erregerleistung am Generator nicht zulässt.

### Getrennt aufgestellter Erregerumformer
Dieses System, welches auch für größere Generatorleistungen in Frage kommt, besteht aus einem Drehstrom-Asynchronmotor, der einen selbsterregten Gleichstromgenerator antreibt. Der Asynchronmotor wird aus einem Niederspannungs-Eigenbedarfsnetz gespeist. Im Erregerkreis befindet sich ein Stellglied, mit dem die Höhe des Erregerstroms geregelt werden kann. In der Praxis findet dieses System eher selten Anwendung.

### Stromrichtererreger
Moderne Erregersysteme arbeiten mit Komponenten der Leistungselektronik und sind bis zu höchsten Leistungen einsetzbar.
Typische Vertreter der Stromrichtererregung sind:
- Statische Erregereinrichtung
- Bürstenlose Erregereinrichtung

## Permanentmagneterregung
Überwiegend werden Synchronmotoren (Servos) kleiner bis mittlerer Leistung mittels Permanentmagneten dauerhaft erregt. Mittlerweile findet diese Art der Erregung auch bei Generatoren in manchen Windkraftanlagen Verwendung. Als Material für die Permanentmagnete kommen hartmagnetische Ferrite und Seltenerdmagnetwerkstoffe wie Neodym-Eisen-Bor oder Samarium-Cobalt in Frage. Für Maschinen größerer Leistungen ist die Verwendung von Permanentmagneten wegen des hohen Preises unwirtschaftlich, hier ist die Erregerleistung vergleichsweise relativ gering. Mit dem Einsatz von Permanentmagneten ergibt sich ein konstantes Erregerfeld. Dadurch kann die abgegebene Generatorspannung nicht mehr gesteuert werden. Sie ist zur Drehzahl proportional und zur Belastung umgekehrt proportional. Eine Beeinflussung des Blindleistungsverhaltens der Maschine ist ebenfalls nicht möglich. Permanenterregte Synchrongeneratoren werden daher zur Netzkopplung mit einem Frequenzumrichter betrieben.
Ein Vorteil der Permanentmagneterregung ist neben dem Wegfall der Erregereinrichtung und der Erregerleistung die Schwarzstart-Fähigkeit.

## Erregergrad
Das Maß der Erregung einer Synchronmaschine ist der Erregergrad:
{\displaystyle \varepsilon ={\frac {|{\underline {U}}_{P}|}{|{\underline {U}}_{\text{Netz}}|}}} mit der Polradspannung {\displaystyle U_{P}} und der Netzspannung {\displaystyle U_{\text{Netz}}}
Zudem sind die Spannungen um den Winkel {\displaystyle \vartheta } phasenverschoben und um den Erregergrad {\displaystyle \varepsilon } unterschiedlich groß, also
{\displaystyle {\underline {U}}_{P}=\varepsilon \,{\underline {U}}_{\text{Netz}}\,e^{\mathrm {j} \vartheta }}
Der Erregergrad kann in der Stromortskurve grafisch dargestellt werden.

## Geltende Normen
- DIN EN IEC 60034-3 – Drehende elektrische Maschinen – Teil 3: Besondere Anforderungen an Synchrongeneratoren, angetrieben durch Dampfturbinen oder Gasturbinen, und an synchrone Phasenschieber (Vorsichtsmaßnahmen für den drehenden Teil der Erregereinrichtung bei wasserstoffgekühlten Generatoren)
- DIN EN 60034-16-1 – Drehende elektrische Maschinen – Teil 16-1: Erregersysteme für Synchronmaschinen – Begriffe
- E DIN IEC/TS 60034-16-2 – Drehende elektrische Maschinen – Teil 16-2: Erregersysteme für Synchronmaschinen – Modelle für Untersuchungen des Energieversorgungsnetzes
- Normenreihe IEEE 421